# Rombicosidodecaedro metabidiminuído
Em geometria, o rombicosidodecaedro metabidiminuído é um dos sólidos de Johnson (J81). Pode ser construído como um rombicosidodecaedro com duas cúpulas pentagonais removidas.